# Брненское княжество
Брненское княжество (чеш. Brněnský úděl) — княжество на юге Моравии, где в XI—XII веках правила одна из ветвей рода Пржемысловичей.
В 1054 году князь Бржетислав I постановил, что старший в роду должен править в Праге, а младшие получают Моравию и должны подчиняться старшему князю. Согласно этому старший сын Бржетислава, Спытигнев II, стал в 1055 году князем Чехии. Моравия была разделена на 2 части, которые получили второй и третий сын Бржетислава. Вратислав получил часть Моравии с местопребыванием в Оломоуце (Оломоуцкое княжество), Конрад в итоге часть Моравии с местопребыванием в Брно, составившие Брненское княжество. Позже из него выделилось Зноемское княжество.
Брненское княжество граничило с австрийскими землями и защищало Чехию от нападений с юга.
| №  | Имя                       | Портрет            | Родился         | Умер            | Годы правления    | Комментарии |
| -- | ------------------------- | ------------------ | --------------- | --------------- | ----------------- | --- |
| 1  | Конрад I                  | Конрад I Брненский | ?               | 6 сентября 1093 | 1054—1055         | Третий сын Бржетислава I. |
| 2  | Спытигнев II              | Спытигнев II       | 1031            | 28 января 1061  | 1055—1061         | Князь Чехии с 1055. |
| 3  | Конрад I                  | Конрад I Брненский | ?               | 6 сентября 1093 | 1061—1092         | Вторично. В 1092 году стал князем Чехии. |
| 4  | Ольдржих (Удальрих)       |                    | ?               | 27 марта 1113   | 1092—1097         | Сын Конрада I. В 1097 году смещён князем Чехии Бржетиславом II.                                                                                 |
| 5  | Борживой II               | Борживой II        | ок. 1065        | 2 февраля 1124  | 1097—1101         | Брат Бжетислава II Чешского, 3-й сын чешского князя Вратислава II. Князь Чехии 1100—1107, 1117—1120                                             |
| 6  | Ольдржих (Удальрих)       |                    | ?               | 27 марта 1113   | 1101—1113         | Вторично. |
| 7  | Владислав I               | Владислав I        | ?               | 12 апреля 1125  | 1113—1115         | 4-й сын князя Вратислава II. Князь Чехии 1109—1117, 1120—1125                                                                                   |
| 8  | Собеслав I Ольдржих       | Собеслав I         | ок. 1075        | 14 февраля 1140 | 1115—1123         | 5-й сын князя Вратислава II. Князь Чехии 1125—1140                                                                                              |
| 9  | Ота (Оттон) II Оломоуцкий | ?                  | 18 февраля 1126 |                 | 1123—1126         | Князь Оломоуцкий 1107—1110, 1113—1126 |
| 10 | Вратислав                 |                    | ?               | 1155            | 1126—1129         | Сын брненского князя Ольдржиха. |
| 11 | Собеслав I Ольдржих       | Собеслав I         | ок. 1075        | 14 февраля 1140 | 1129—1130         | Вторично |
| 12 | Вратислав                 |                    | ?               | 1155            | 1130—1155         | Вторично. |
| 13 | Конрад II Зноемский       |                    | ?               | после 1161      | 1156 — после 1161 | князь Зноемский 1123 — после 1161 |
| 14 | Владислав II              |                    | ?               | 18 января 1174  | после 1161—1172   | князь Чехии 1140—1158, король Чехии 1158—1172                                                                                                   |
| 15 | Бедржих (Фридрих)         | Бедржих (Фридрих)  | ?               | 25 марта 1189   | 1172—1173         | Сын Владислава II, князь Чехии 1172—1173, 1178—1189                                                                                             |
| 16 | Вацлав II                 |                    | 1137            | 1192            | 1173—1177         | Сын Собеслава I, князь Чехии в 1191—1192. |
| 17 | Конрад II Ота             | Конрад II Ота      | ?               | 9 сентября 1191 | 1177—1189         | Сын Конрада II Зноемского, князь Зноемский после 1161—1191, князь Оломоуцкий 1182—1189, маркграф Моравии 1182—1189, князь Чехии 1182, 1189—1191 |
| 18 | Спытигнев                 |                    | ?               | 1198            | 1189—1192         | Сыновья Вратислава Брненского, правили совместно                                                                                                |
| 18 | Святополк Емницкий        |                    | ?               | до 5 июня 1201  | 1189—1192         | Сыновья Вратислава Брненского, правили совместно                                                                                                |
| 19 | Владислав Йиндржих        | Владислав Йиндржих | ?               | 12 августа 1222 | 1192—1194         | Сын короля Владислава II. Маркграф Моравии 1192—1194, 1197—1222, князь Чехии в 1197.                                                            |
| 20 | Спытигнев                 |                    | ?               | 1198            | 1194—1198/1200    | Вторично. |
| 20 | Святополк Емницкий        |                    | ?               | до 5 июня 1201  | 1194—1198/1200    | Вторично. |

После смерти Святополка Емницкого Брненское княжество вошло в состав владений Владислава Йиндржиха, первого маркграфа Моравии.